# Vim pra Dominar o Mundo
Vim pra Dominar o Mundo é o álbum de estreia da banda brasileira Pollo lançado em 11 de dezembro de 2012 pela Radar Records. O álbum foi precedido pelas canções "Piritubacity" e "Vagalumes".

## Desenvolvimento e antecedentes
No primeiro show da banda, no bairro Pirituba na cidade de São Paulo, eles decidiram fazer a composição de três músicas. Meses após, para gravarem o clipe de "Trama" em um estúdio profissional tiveram de vender um Polo 2004. Depois, ocorreu o lançamento do videoclipe de "Piritubacity", em apenas uma semana ele conseguiu cerca de 2 milhões de acesso no Youtube. Um mês após, a canção "Vagalumes" foi lançada como single juntamente com o videoclipe, com participação de Ivo Mozart e produção musical de Léo Cunha (Casa1). A canção foi uma das músicas mais pedidas pelas rádios segundo a Brasil Hot 100 Airplay. Com a entrada de mais um integrante na banda, Kalfani Minkah, ocorreu o lançamento do Vim Pra Dominar o Mundo, na internet com download gratuito pela produtora Maximo, três dias após, a gravadora independente Radar Records anunciou o lançamento do CD. A canção "Vagalumes", torna-se trilha sonora da telenovela exibida pela Rede Globo, "Sangue Bom".

## Faixas
| Edição padrão  |                                                             |                                          |         |  |
| N.º            | Título                                                      | Compositor(es)                           | Duração |  |
| 1.             | "Tamo No Jogo"                                              | Luiz Tomim, Adriel de Menezes, Léo Cunha | 3:34    |  |
| 2.             | "Mete o Pé"                                                 | Tomim, Menezes, Cunha                    | 3:02    |  |
| 3.             | "Proteção"                                                  | Tomim, Menezes, Cunha                    | 3:56    |  |
| 4.             | "Buxixos e Simpatias"                                       | Tomim, Menezes, Cunha                    | 2:51    |  |
| 5.             | "Tô Ficando Louco"                                          | Tomim, Menezes, Cunha                    | 2:17    |  |
| 6.             | "Meu Bonde"                                                 | Tomim, Menezes, Cunha                    | 2:34    |  |
| 7.             | "As Quatro"                                                 | Tomim, Menezes, Cunha                    | 2:51    |  |
| 8.             | "Seu Lugar" (com participação de P.I.)                      | Tomim, Menezes, Cunha                    | 2:36    |  |
| 9.             | "Love Song"                                                 | Tomim, Menezes, Cunha                    | 2:08    |  |
| 10.            | "Deixa Sua Filha Sair com Nóis"                             | Tomim, Menezes, Cunha                    | 2:30    |  |
| 11.            | "Vim pra Dominar o Mundo" (com participação de Terra Preta) | Tomim, Menezes, Cunha                    | 3:10    |  |
| 12.            | "Trama" (com participação de Fernanda Chagas)               |                                          | 4:05    |  |
| 13.            | "Vagalumes" (com participação de Ivo Mozart)                | Tomim, Menezes, Ivo Mozart, Cunha        | 2:49    |  |
| 14.            | "Piritubacity"                                              | Tomim, Menezes, Léo Cunha                | 3:34    |  |
| Duração total: | Duração total:                                              | Duração total:                           | 43:55   |  |

## Posições
| Parada (2013) | Posição de pico |
| ------------- | --------------- |
| Brasil (ABPD) | 14              |